# Rappoltstein
Rappoltstein fu uno stato del Sacro Romano Impero esistente dal 1038. La famiglia regnante ne fu in possesso dal 1038 al 1673 ed il suo territorio comprendeva le signorie di Rappoltstein e Rappoltsweiler, in Alsazia.
Con Giovanni Giacomo (1598-1673), morto senza eredi, la casata si estinse e nello stesso anno i suoi territori passarono alla casata dei Birkenfeld del Palatinato-Zweibrücken.
Quando Massimiliano I di Baviera fu costretto a cedere la signoria alla Francia, alla caduta di Napoleone il Congresso di Vienna la diede ai Principi di Waldeck e Pyrmont, che quindi aggiunsero il titolo di Conte di Rappoltstein a quelli di cui erano già investiti.

## Signori di Rappoltstein

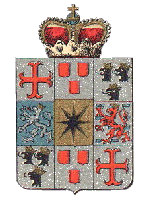
Stemma di Rappoltstein inquartato nello stemma della Casata di Waldeck e Pyrmont

Circa le origini della casata di Rappoltstein, Johann Daniel Schöpflin scrisse nella sua opera Alsatia Diplomatica che avevano ereditato la signoria nel 1084 dalla casata dei conti di Egisheim. Ciò era potuto avvenire perché Adelaide di Egisheim, sorella del Conte Gerardo I di Egisheim, la passò per matrimonio al proprio marito Enrico, conte di Spira.
Adelaide fu anche la madre di Corrado II, indicata comunemente con il nome di "Adelaide d'Alsazia". Ad ogni modo è certo che Enrico di Spira appartenesse alla dinastia dei Salici, da cui appunto l'Imperatore Corrado il Salico discendeva.
Di conseguenza, la signoria di Rappoltstein passò in possesso agli imperatori del Sacro Romano Impero per le successive quattro generazioni.
- Enrico
- Corrado II
- Enrico III
- Enrico IV

Il titolo e il dominio sui territori, ad ogni modo, aveva una storia ben più antica per la quale si erano già creati contrasti con la dinastia degli imperatori salici.

### Signoria di Rappoltstein: Prima Linea (1022–1157)
Il titolo di Signore di Rappoltstein è compreso nei domini del vescovato di Basilea già dal 1084. Nel 942, era parte di una signoria assieme a Rothenburg, Treviri e Augusta.
Kuno von Rappoltstein ottenne il titolo di conte di Rappoltstein nel 1148 sotto la protezione di Corrado III.
- ?-? ? di Rappoltstein
- 1022–1038 Reinboldo I (o Reginboldo) di Rappoltstein
- ?-? Adalberto I (?) di Rappoltstein
- ?-1147 Adalberto II di Rappoltstein
- 1147-1156 Emma (o Hemma) di Rappoltstein

### Signoria di Rappoltstein: Seconda Linea (1157–1651)
Come scrive Felix von Malleolus di Zurigo nel suo Dialogus de Nobilitate all'estinzione della prima dinastia di Rappoltstein con la morte di Emma, figlia dell'ultimo signore feudale, l'Imperatore Federico I infeudò Rappoltstein a Engolf, signore di Urslingen.
- 1156–1188 Engolf I di Urslingen
- 1188-1193 Ulrico I di Rappoltstein
- 1193–1221 Engolf II di Rappoltstein
- 1193–1236 Anselmo I di Rappoltstein
- 1221–1242 (un figlio di cui non ci è pervenuto il nome)
- 1221–1262 Ulrico II di Rappoltstein
- 1236–1242 Enrico II di Rappoltstein
- 1262–1283 Ulrico III di Rappoltstein
- 1262–1279 Enrico III di Rappoltstein
- 1279–1283 Ulrico IV di Rappoltstein
- 1279–1293 Anselmo II di Rappoltstein

## I Rappoltstein e i Rappoltstein-Hohenack
Alla morte di Anselmo II, i suoi figli divisero i territori dell'eredità paterna dando vita ai due rami della famiglia Rappoltstein, la linea principale dei Rappoltstein e quella dei Rappoltstein-Hohenack.
La prima casata mantenne i propri domini sulla Signoria di Rappoltstein, la seconda ottenne di poter governare autonomamente Hohenack.
Signori di Rappoltstein
- 1293–1313 Enrico IV di Rappoltstein
- 1313–1335 Giovanni III di Rappoltstein con
  - 1313–1318 Enrico VII di Rappoltstein
- 1335–1338 Giovanni V di Rappoltstein
  - 1335–1338 Anselmo IV di Rappoltstein
- 1338-1351 Ulrico VI di Rappoltstein, poi Signore di Rappoltstein e Hohenack

Signori di Rappoltstein-Hohenack
- 1293–1351 Enrico V di Rappoltstein-Hohenack con
  - 1298–1311 Anselmo III di Rappoltstein-Hohenack
  - 1311–1351 Giovanni II di Rappoltstein-Hohenack (associato con Enrico V)

### Riunione delle dinastie di Rappoltstein (1338-1368)
Alla morte di Enrico V di Rappoltstein-Hohenack, Giovanni II che gli era associato al governo, rinunciò al trono in favore del cugino Ulrico VI di Rappoltstein che riunì nuovamente la signoria sotto il governo di un'unica famiglia e governò assieme ai propri fratelli.
- 1338–1377 Ulrico VI di Rappoltstein con
  - 1338–1368 Giovanni IV di Rappoltstein con
  - 1338–? Ulrico VII di Rappoltstein con
  - 1338–1368 Bruno I di Rappoltstein con
  - 1341–1342 Ulrico V di Rappoltstein con
  - 1351–1362 Giovanni V di Rappoltstein

#### Rappoltstein dopo il 1368
Durante gli anni di governo con Ulrico VI, difatti, si suoi fratelli fondarono altre signorie minori che contribuirono in seguito a dividere nuovamente i territori della casata di Rappoltstein.
Signori di Rappoltstein
- 1368–1398 Bruno I di Rappoltstein
- 1398–1431 Ulrico VIII di Rappoltstein con
  - 1398–1436 Massimino I Smassmann

Signori di Rappoltstein-Hohenack
- 1368–1377 Ulrico VII di Rappoltstein-Hohenack
- 1377–1397 Herzlaude di Rappoltstein-Hohenack
- 1397–1419 Giovanni, conte di Lupfen
- 1419–1436 Giovanni, conte di Lupfen-Hohenack

#### Rappoltstein dopo il 1436
Nel 1436, alla morte di Giovanni, conte di Lupfen-Hohenack, discendente di Ulrico VIII di Rappoltstein-Hohenack, fratello di Bruno I di Rappoltstein, a sua volta fratello di Ulrico VI di Rappoltstein, Massimino I Smassmann ne raccolse l'eredità, integrando Hohenack nei propri possedimenti e rifondando la linea di Rappoltstein-Hohenack sotto il proprio controllo.
Signori di Rappoltstein-Hohenack
- 1436–1451 Massimino I Smassmann di Rappoltstein-Hohenack
- 1451–1456 Gaspare di Rappoltstein-Hohenack con
  - 1451–1484 Guglielmo I di Rappoltstein-Hohenack con
  - 1456–1484 Massimino II Smassmann di Rappoltstein-Hohenack con
  - 1469–1484 Bruno II di Rappoltstein-Hohenack

Nel 1484 Guglielmo I ed i propri fratelli sopravvissuti, acquisirono anche la signoria di Geroldseck am Wasichen e diedero vita alla linea di Rappoltstein-Hohenack-Geroldseck.
Signori di Rappoltstein-Hohenack-Geroldseck
- 1484–1507 Guglielmo I di Rappoltstein-Hohenack con
  - 1484–1517 Massimino II Smassmann di Rappoltstein-Hohenack con
  - 1484–1513 Bruno II di Rappoltstein-Hohenack con
  - 1507–1547 Guglielmo II di Rappoltstein-Hohenack-Geroldseck
- 1547–1585 Egenolfo IV di Rappoltstein-Hohenack-Geroldseck
- 1585–1637 Eberardo Giorgio Federico di Rappoltstein-Hohenack-Geroldseck
- 1637–1651 Giorgio Federico di Rappoltstein-Hohenack-Geroldseck

### Contea di Rappoltstein (1651–1673)
Giorgio Federico di Rappoltstein-Hohenack-Geroldseck, ebbe un solo figlio maschio, Giovanni Giacomo (2 febbraio 1598 - 18 luglio 1673). Quest'ultimo, nel 1651, alla morte del padre, ottenne la signoria di Rappoltstein-Hohenack-Geroldseck, ma venne poco dopo nominato conte dall'Imperatore Ferdinando III, riunendo sotto il proprio dominio tutto il Rappoltstein e godendo quindi dei titoli di conte di Rappoltstein, Signore di Hohenack e Geroldseck.
Per ironia della sorte, però, tutti i figli di Giovanni Giacomo morirono in tenera età. La figlia maggiore di Giovanni Giacomo, Caterina Agata, che aveva ricevuto dal padre il titolo di contessa di Rappoltstein, Signora di Hohenack e Geroldseck, sposò nel 1667 Cristiano II del Palatinato-Zweibrücken, duca del Palatinato-Birkenfeld-Bischweiler, che dal 1673 ottenne il titolo di conte di Rappoltstein, Signore di Hohenack e Geroldseck.

### Casata di Birkenfeld-Bischweiler-Palatinato-Zweibrücken (1673–1793)
- 1673–1699 Cristiano II
- 1699–1735 Cristiano III, dal 1734 duca del Palatinato-Zweibrücken
- 1735–1746 Cristiano IV (primo periodo)
- 1746–1767 Federico Michele
- 1767–1775 Cristiano IV (secondo periodo
- 1775–1776 Carlo II Augusto (figlio di Federico Michele)
- 1776–1793 Massimiliano I, poi Re di Baviera

## Dalla rivoluzione francese al 1918
Allo scoppiare della rivoluzione francese, Massimiliano I di Baviera fu costretto a cedere la contea di Rappoltstein alla Francia e, considerando il suo atteggiamento filonapoleonico durante il periodo dell'invasore (non dimentichiamo che fu Napoleone stesso ad elevare la Baviera a Regno), il Congresso di Vienna del 1815 stabilì che tale contea fosse assegnata ai principi di Waldeck-Pyrmont che la mantennero formalmente dal 1793 come propria e poi ufficialmente dalla dissoluzione del Sacro Romano Impero nel 1806 e nuovamente nel 1815 sino all crollo dell'Impero Tedesco nel 1918.
- 1793–1813 Giorgio I
- 1813–1842 Giorgio II
- 1842–1893 Giorgio Vittorio
- 1893–1918 Federico

## Conti formali di Rappoltstein della casata di Waldeck e Pyrmont (dal 1919)
- 1918-1946 Federico
- 1946–1967 Giosia
- dal 1946 Adolfo Enrico